# Sangram

Sangram est un film indien réalisé par Lawrence D'Souza en 18 juin 1993.

## Distribution
- Ajay Devgan : Raja
- Karishma Kapoor : Madhu
- Ayesha Jhulka
- Amrish Puri

## Musique
- Udte Badal Se Poocha
- Bheegi Huyee Hain Raat
- Dil Mein Mohabbat Hain
- I'am sory
- Jeetega Wohi Jisme Hai Dam